# Inuk woman city blues
Inuk woman city blues er en dansk dokumentarfilm fra 2002 skrevet og instrueret af Laila Hansen.

## Handling
I bunden af hierarkiet blandt hjemløse, stofmisbrugere og andre udsatte på Vesterbro findes de grønlandske kvinder. En overset gruppe, der slås med kulturel fremmedgørelse, overforbrug af alkohol og høj dødelighed. I en solidarisk og poetisk montage går filmen tæt på disse kvinder, følger deres udsigtsløse hverdag og lytter til fragmenter af deres historier. Grønlændere har tendens til ikke at tale om deres følelser, bliver det sagt. Men filmen, der er lavet af en grønlandsk instruktør, efterlader ingen tvivl om hvilke typer tragedier, der ligger til grund for kvindernes situation: kulturel opløsning, splittede familier, seksuelle overgreb, nedarvede misbrugsmønstre. Samtidig vises via arkivfilm, digte og sange skønheden i grønlandsk mentalitet og kultur.